# Гилмер (округ, Джорджия)
Ги́лмер (англ. Gilmer County) — округ штата Джорджия, США. Население округа на 2000 год составляло 23456 человек. Административный центр округа — город Эллиджей.

## История
Округ Гилмер основан в 1832 году.

## География
Округ занимает площадь 1105.9 км2.

## Демография
Согласно Бюро переписи населения США, в округе Гилмер в 2000 году проживало 23456 человек. Плотность населения составляла 21.2 человек на квадратный километр.